# Abanto y Ciérvana-Abanto Zierbena
Abanto y Ciérvana-Abanto Zierbena (baskisch:  Abanto Zierbena; spanisch: Abanto y Ciérvana) ist eine Gemeinde in der Provinz Bizkaia in der spanischen Autonomen Region Baskenland, in der 9.409 Einwohner (Stand: 2024) leben, deren Mehrheit spanischsprachig ist.
Die Gemeinde besteht aus den Ortschaften Abanto, La Balastera, Las Calizas, El Campillo, Las Carreras, Los Castaños, Las Cortes, Cotorrio, La Florida, Gallarta, Murrieta, Picón, Putxeta, Sanfuentes, San Pedro, Santa Juliana und Triano. Der Verwaltungssitz befindet sich in Gallarta.

## Lage
Abanto y Ciérvana-Abanto Zierbena befindet sich zehn Kilometer nordwestlich  von der Provinzhauptstadt Bilbao, mit der es über die Autovía A-8 verbunden ist. Südlich von Gallarta befindet sich ein riesiger Tagebau.

## Bevölkerungsentwicklung
| Jahr      | 1900  | 1950  | 1960   | 1970   | 1981  | 1991  | 2001  | 2011  | 2021  |
| Einwohner | 8.853 | 9.930 | 11.513 | 10.002 | 9.420 | 9.351 | 9.033 | 9.713 | 9.436 |

## Sehenswürdigkeiten
- Kirche Petri Ketten
- Bergbaumuseum in Gallarta
- Wohnhaus Ambrosio de los Heros 14 eraikina
- Rathaus in Gallarta

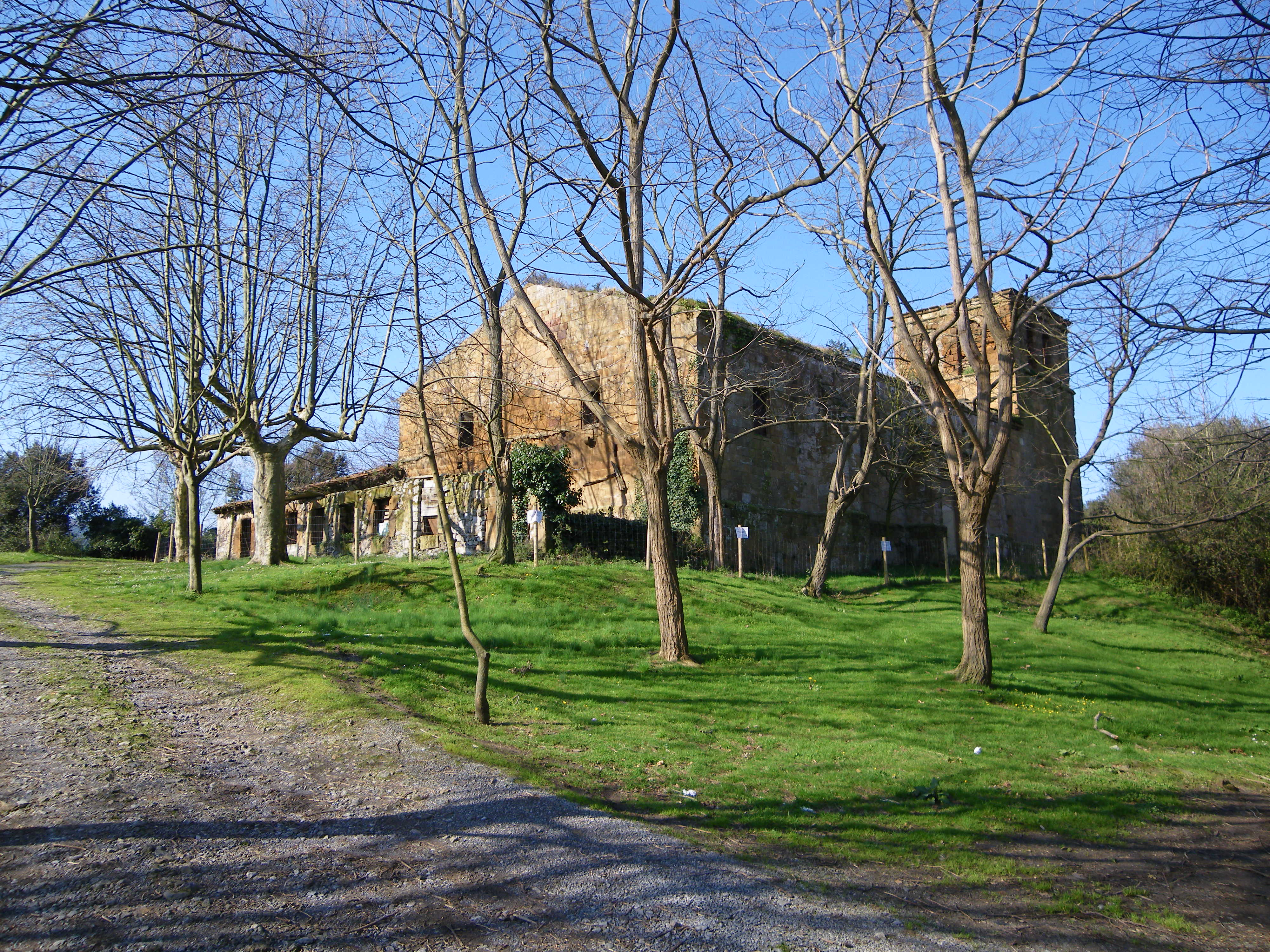
Kirche Petri Ketten
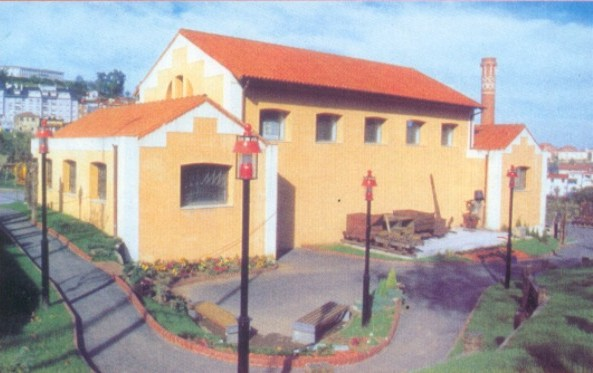
Bergbaumuseum
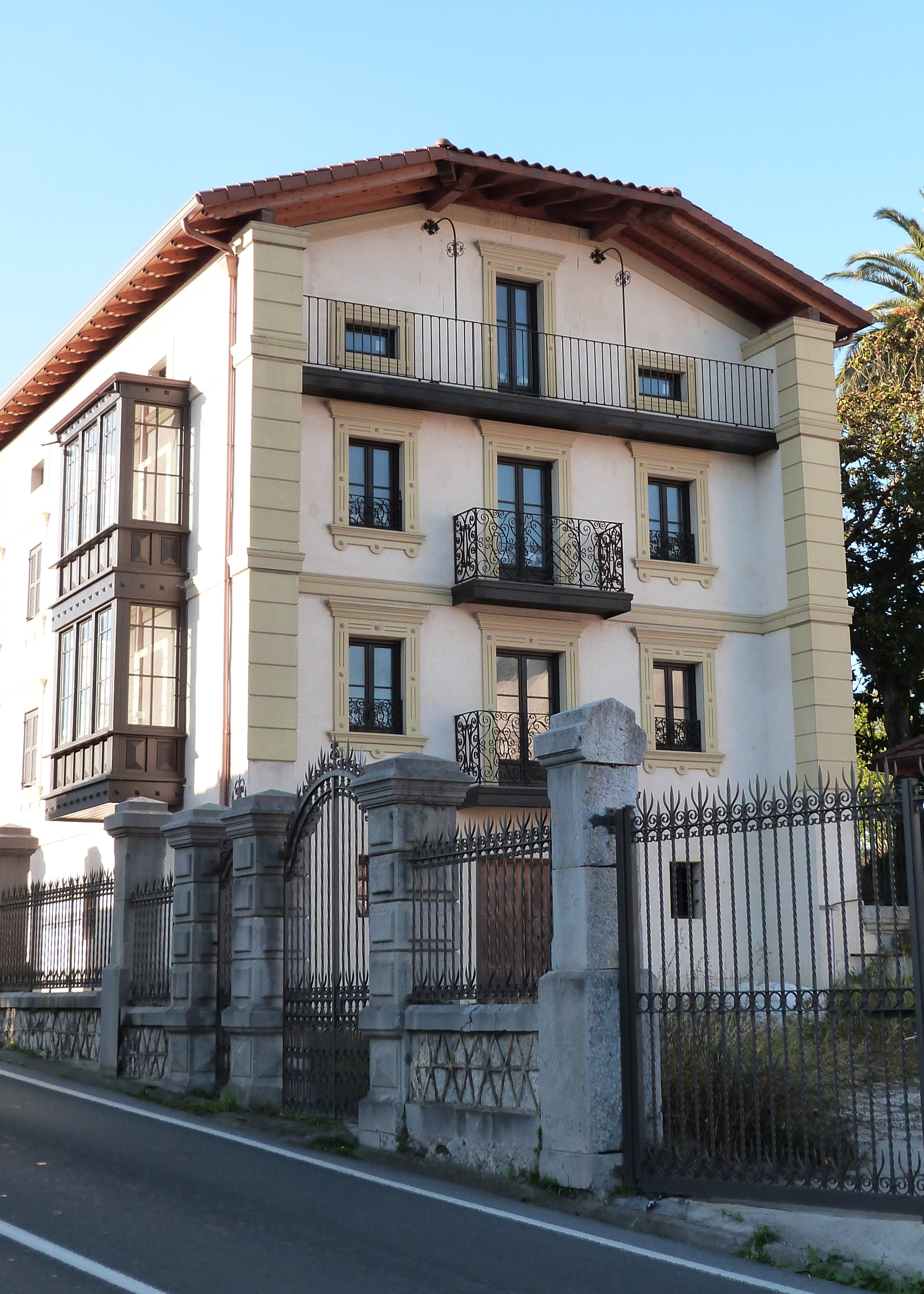
Wohnhaus Ambrosio de los Heros 14 eraikina
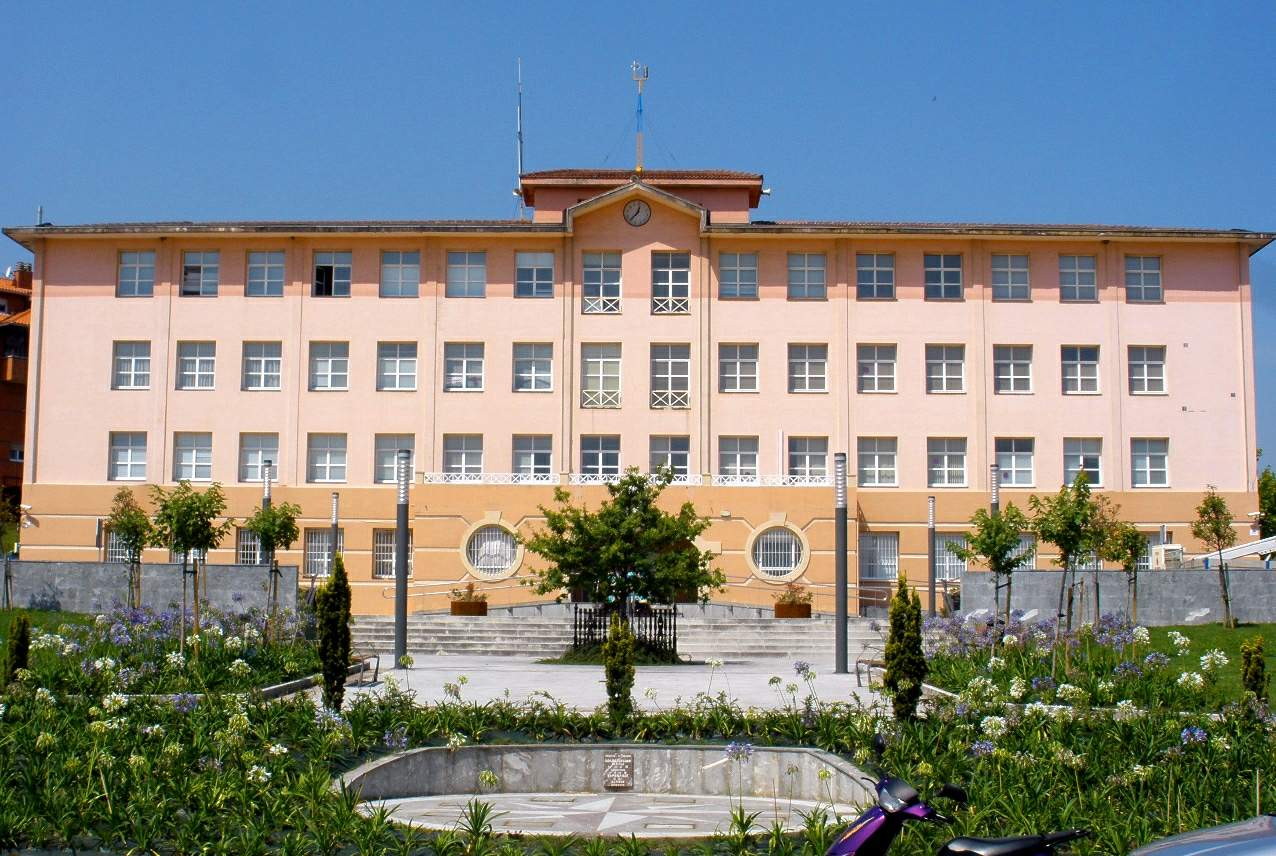
Rathaus in Gallarta

## Söhne und Töchter der Gemeinde
- Dolores Ibárruri (1895–1989), Politikerin, Präsidentin der Kommunistischen Partei Spaniens
- Isaac Puente (1896–1936), Arzt und Anarchist
- Luis Pedro Santamarina (1942–2017), Radrennfahrer
- Manuel Sarabia (* 1957), Fußballspieler